# San Gabriel de Aserrí
San Gabriel es un distrito del cantón de Aserrí, en la provincia de San José, de Costa Rica.

## Toponimia
El nombre del distrito proviene en honor a San Gabriel Arcángel, patrono del distrito de San Gabriel y de la Iglesia de San Miguel Arcángel, localizada en el centro del distrito.

## Ubicación
El distrito limita al norte con el distrito de Tarbaca, al oeste con el distrito de Vuelta de Jorco, al sur con el distrito de Monterrey y al este con el cantón de Desamparados.

## Geografía
San Gabriel cuenta con un área de 11,73 km² y una altitud media de 1310 m s. n. m.
San Gabriel es uno de los cinco distritos originales del cantón de Aserrí y en sus inicios presentaba una superficie de 12,22 km². No sería hasta antes del censo del año 1984, cuando tras un ordenamiento territorial pasaría a tener la extensión actual.

## Demografía
Para el año 2022, San Gabriel cuenta con una población estimada de 6302 habitantes, y para el último censo efectuado, en 2011, San Gabriel contaba con una población de 6061 habitantes.

## Localidades
- Barrios: Buenavista, Kamaquiri (comparte con Tarbaca), Pueblo Nuevo, San Gabriel (centro), Santa Eduviges, barrio nuevo, barrio alto.
- Poblados: La Fila (parte), Limonal, Los Solano, Calle los ángeles, Rancho Grande, Salitral, Tanquerillas, Trinidad (parte), Villanueva.

## Cultura

### Educación
Ubicadas propiamente en el distrito de San Gabriel se encuentran los siguientes centros educativos:
- Escuela de Tranquerillas
- Escuela Ricardo Jiménez Oreamuno
- Escuela Gabriel Brenes Robles
- Liceo de San Gabriel

## Transporte

### Carreteras
Al distrito lo atraviesan las siguientes rutas nacionales de carretera:
- Ruta nacional 209
- Ruta nacional 222
- Ruta nacional 313

## Concejo de distrito
El concejo de distrito de San Gabriel vigila la actividad municipal y colabora con los respectivos distritos de su cantón. También está llamado a canalizar las necesidades y los intereses del distrito, por medio de la presentación de proyectos específicos ante el Concejo Municipal. El presidente del concejo del distrito es el síndico propietario del partido Liberación Nacional, Edgar Luis Valverde García.
El concejo del distrito se integra por:
| #                       | Partido                     | Nombre                         |
| Síndico propietario     | Síndico propietario         | Síndico propietario            |
| ----------------------- | --------------------------- | ------------------------------ |
| 1                       | Partido Liberación Nacional | Edgar Luis Valverde García     |
| Síndico suplente        |                             |                                |
| 2                       | Partido Liberación Nacional | Mariana Grillo Espinoza        |
| Concejales propietarios |                             |                                |
| 3                       | Partido Liberación Nacional | Marcos Andrés Mora Segura      |
| 4                       | Partido Liberación Nacional | Sara María Quesada Cisneros    |
| 5                       | Partido Acción Ciudadana    | Shirley María Rodríguez Castro |
| 6                       | Frente Amplio               | Wilson Eduardo Valverde Meza   |
| Concejales suplentes    |                             |                                |
| 7                       | Partido Liberación Nacional | José Manuel Fallas Camacho     |
| 8                       | Partido Liberación Nacional | Heyunith Solano Abarca         |
| 9                       | Partido Acción Ciudadana    | Roger Felipe Abarca Vargas     |
| 10                      | Frente Amplio               | Ana Ruth Castillo Arias        |